# Древесные полёвки
Древесные полевки (Arborimus) —  род североамериканских корнезубых полёвок, представители которого в соответствии с названием ведут древесный образ жизни. Хотя у них есть много особенностей, которые чётко отличают их от других полевок, они долгое время считались подродом вересковых полевок (Phenacomys). Даже сегодня есть сторонники такой классификации. Иногда древесных полевок разделяют на два подрода: Arborimus и Paraphenacomys.
Длина тела древесных полевок  от 10 до 11 см, при этом длина хвоста от 6 до 8 см. Шерсть на спине у них тёмно-коричневая (белоногая полевка) или рыже-коричневая (красная древесная полевка), тогда как брюшко белое или серое. У них много общего с родственными вересковыми полёвками, но они отличаются от них гораздо более длинным хвостом и меньшими ушами.
Среда обитания древесных полевок — прибрежные леса в штатах США Орегон и Калифорния. Образ жизни следует описать на примере красной древесной полевки западного Орегона, у которой он наиболее изучен. Зверьки живут в тесном контакте с дугласовыми пихтами, елями и другими хвойными деревьями и являются обитателями деревьев, которые строят гнезда на высоте от 5 до 15 метров. Эти гнезда построены из веточек и хвои, которые полёвки кладут в развилку веток или в старое птичье гнездо. Диаметр гнёзд от 25 до 30 см. Самцы и самки населяют разные гнёзда на деревьях. Они встречаются только для спаривания в гнезде самки, которая через 28 дней беременности приносит от одного до трёх детенышей. Молочное вскармливание детёнышей продолжается в течение 30 дней. Периоды беременности и кормления у полевок относительно продолжительны. Рост тоже довольно медленный. Причиной тому может быть низкая питательная ценность хвои, которая является практически единственным источником пищи красной древесной полевки. В основном, они поедают  хвою дугласовой пихты, тогда как хвоя других деревьев составляет гораздо меньшую долю; Если лишить этой пищу у древесную полёвку и попытаться кормить ее другой пищей, она быстро погибает.
Древесные полевки обладают нетипичными для полевок медленными передвижениями. Они очень осторожно двигаются по веткам и стараются крепко держаться, прежде чем сделать следующий шаг.
Известны три вида:
- Белоногая полёвка (Arborimus albipes) западный Орегон, северо-западная Калифорния
- Красная древесная полёвка (Arborimus longicaudus) западный Орегон
- Сономская полёвка (Arborimus pomo) северо-западная Калифорния

У белоногой полёвки самый большой ареал, но она гораздо реже встречается, чем красная древесная полевка. В отличие от красной древесной полевки, она больше привязана к лиственным деревьям. Сономская полёвка по образу жизни напоминает красную древесную полевку и встречается ещё реже.
Основываясь на структуре митохондриальной ДНК, A. pomo и A. albipes более родственны друг другу, чем A. longicaudus. Это противоречит предыдущими предположениями о том, что A. albipes является базальным видом рода Arborimus. 